# Kim Choon-rye
Kim Choon-rye (kor. 김 춘례, ur. 21 czerwca 1966) – koreańska piłkarka ręczna. Dwukrotna medalistka olimpijska.
Z reprezentacją Korei Południowej zdobywała medale olimpijskie w 1984 i 1988 roku, W Los Angeles srebro, przed własną publicznością złoto. Łącznie w obu turniejach wystąpiła w 10 spotkaniach (31 bramek).